# Diplacodes trivialis
Diplacodes trivialis – gatunek ważki z rodziny ważkowatych (Libellulidae).